# Тур Польши 2013
Тур Польши 2013 (пол. 2013 Tour de Pologne) — 70-я элитная многодневная велогонка по дорогам Польши и Италии. Она стартовала 27 июля в итальянском городе Роверето, а завершилась 3 августа в Кракове. Победителем гонки стал голландец Питер Венинг.

## Участники
На старт веломногодневки вышло 23 команды, в числе которых были и все 19 команд, принимающих участие в Мировом Туре UCI 2013.
| - Ag2r–La Mondiale - Argos-Shimano - Astana Pro Team - Belkin Pro Cycling - BMC Racing Team - Cannondale - CCC Polsat Polkowice - Colombia - Euskaltel Euskadi - FDJ.fr - Garmin-Sharp - Team Katusha | - Lampre-Merida - Lotto-Belisol - Movistar Team - Team NetApp-Endura - Omega Pharma-Quick Step - Orica GreenEDGE - Сборная Польши - RadioShack-Leopard - Saxo-Tinkoff - Sky Procycling - Vacansoleil-DCM |

## Маршрут
Первые два этапа Тура Польши 2013 года прошли на территории Италии. Гонка стартовала в небольшом городе Роверето, а финиш первого этапа был в городе Мадонна-ди-Кампильо. Польская часть гонки началась и завершилась в Кракове. Всего из 7 этапов на Туре было предусмотрено 4 горных и два холмистых этапа, а в последний день гонщиков ждала традиционная индивидуальная разделка.
| Этап | Дата      | Маршрут                               | Длина, км   | Тип         | Тип         | Победитель     |             |
| ---- | --------- | ------------------------------------- | ----------- | ----------- | ----------- | -------------- | ----------- |
| 1    | 27 июля   | Роверето — Мадонна-ди-Кампильо        | 184,5       |             | Горный      | Диего Улисси   |             |
| 2    | 28 июля   | Валь-ди-Соле — Валь-ди-Фасса          | 206,5       |             | Горный      | Кристоф Риблон |             |
|      | 29 июля   | День отдыха                           | День отдыха | День отдыха | День отдыха | День отдыха    | День отдыха |
| 3    | 30 июля   | Краков — Жешув                        | 226         |             | Холмистый   | Тур Хусховд    |             |
| 4    | 31 июля   | Тарнув — Катовице                     | 231,5       |             | Холмистый   | Тейлор Финни   |             |
| 5    | 1 августа | Новы-Тарг — Закопане                  | 160,5       |             | Горный      | Тур Хусховд    |             |
| 6    | 2 августа | Терма Буковина — Буковина Татжаньская | 192         |             | Горный      | Дарвин Атапума |             |
| 7    | 3 августа | Величка — Краков                      | 37          |             | Разделка    | Брэдли Уиггинс |             |

## Лидеры классификаций
| Этап | Победитель     | Общий зачет ·  | Горная классификация · | Очковая классификация · | Спринтерская классификация · | Командная          |
| ---- | -------------- | -------------- | ---------------------- | ----------------------- | ---------------------------- | ------------------ |
| 1    | Диего Улисси   | Диего Улисси   | Бартош Хузарский       | Диего Улисси            | Бартош Хузарский             | RadioShack-Leopard |
| 2    | Кристоф Риблон | Рафал Майка    | Томас Роррегер         | Рафал Майка             | Бартош Хузарский             | RadioShack-Leopard |
| 3    | Тур Хусховд    | Рафал Майка    | Томас Роррегер         | Рафал Майка             | Бартош Хузарский             | RadioShack-Leopard |
| 4    | Тейлор Финни   | Рафал Майка    | Томас Роррегер         | Стел Вон Хофф           | Бартош Хузарский             | RadioShack-Leopard |
| 5    | Тур Хусховд    | Ион Исагирре   | Томаш Марчиньский      | Тур Хусховд             | Бартош Хузарский             | RadioShack-Leopard |
| 6    | Дарвин Атапума | Кристоф Риблон | Томаш Марчиньский      | Кристоф Риблон          | Бартош Хузарский             | RadioShack-Leopard |
| 7    | Брэдли Уиггинс | Питер Венинг   | Томаш Марчиньский      | Рафал Майка             | Бартош Хузарский             | RadioShack-Leopard |
| Итог | Итог           | Питер Венинг   | Томаш Марчиньский      | Рафал Майка             | Бартош Хузарский             | RadioShack-Leopard |